# Stenhomalus carbonarius
Stenhomalus carbonarius là một loài bọ cánh cứng trong họ Cerambycidae.